# 리튬 황 전지
리튬황 전지(Lithium–sulfur battery)는 차세대 2차전지이다. 2030년 이후 상용화 될 것으로 보고 있다.

## 역사
2018년 5월, 김희탁 KAIST 생명화학공학과 교수 팀이 내부 소자를 도넛 모양으로 만들어 충전과 방전을 수십 회만 반복해도 성능이 급속도로 떨어지는 것을 방지하는 기술을 개발했다. 충전을 600번까지 할 수 있어 현재 리튬 이온 전지와 큰 차이가 없다.
리튬황전지는 현재 스마트폰이나 노트북PC 등에 주로 사용하는 리튬 이온 전지보다 이론적으로 약 8배 높은 에너지 밀도를 갖는다. 양극 소재로 황을, 음극 소재로 리튬 금속을 사용하는 전지다. 가격이 저렴해 최근 차세대 이차전지로 주목받고 있으나, 전기화학 반응 중 생성되는 리튬 폴리설파이드와 리튬 덴드라이트로 인해 수명이 짧고 다소 위험하다는 단점이 있다.
1991년 일본 소니가 첫 개발해 상용화한 리튬 이온 전지를 대체할 차세대 2차전지로는 리튬에어 전지, 리튬메탈 전지, 리튬황 전지, 전고체 전지가 있다. 그 중에서 전고체 전지를 탑재한 전기차를 2022년 도요타가 출시할 계획이다.